# Bessel–Maitlands funktion
Inom matematiken är Bessel–Maitlands funktion eller Wrights generaliserade Besselfunktion en   generalisering av Besselfunktionen. Den introducerades av Edward Maitland Wright. Den definieras som
{\displaystyle J^{\mu ,\nu }(z)=\sum _{k\geq 0}{\frac {(-z)^{k}}{\Gamma (k\mu +\nu +1)k!}}.}